# Her Beloved Enemy
Her Beloved Enemy er en amerikansk stumfilm fra 1917 af Ernest C. Warde.

## Medvirkende
- Doris Grey som Sylvia Leigh
- Wayne Arey
- J.H. Gilmour
- Gladys Leslie som Dorothy
- Ernest Howard